# Démoret
Démoret est une commune suisse du canton de Vaud, située dans le district du Jura-Nord vaudois.

## Signification du lieu-dit
Le nom du village viendrait du patron de la paroisse, Saint-Maurice, dont une forme du nom est associée à l’épithète dominus pour « sanctus ». En 1154, un document mentionne le village sous le nom de Donmores, probablement une déformation de Dominus Mauritius.

## Histoire
Les fouilles de l'église, de 1963 à 1965, ont permis de découvrir des vestiges d'habitat d'époque romaine ainsi qu’une nécropole burgonde. Au Moyen Âge, la seigneurie appartenait à la famille de Portalban puis elle fut partagée en 1389 entre les donzels de Vuissens et une famille bourgeoise de Moudon.

## Blason
Le blason Démoret, de sable au dauphin d'argent, barbé, crêté, lorré, peautré de gueules, couronné d'or (vous observerez qu'il ne correspond pas à l'image proposée), fut adopté par le Conseil Général, sur proposition de la Commission héraldique cantonale, le 21 septembre 1925. Ce choix de blason est un honneur rendu à la Famille Doxat, car c'est son blason (la version antérieure à 1647) que le village a choisi. En effet, Nicolas Doxat (1682-1738), issu d'une branche cadette de la Famille Doxat, se distingua en 1735 au siège de Belgrade en qualité de feld-maréchal-lieutenant au service de l'Autriche. Ce Seigneur de Démoret ayant fait honneur à sa seigneurie, le village voulu rendre hommage à la Famille Doxat.

## Population

### Gentilé et surnom
Les habitants de la commune se nomment les Démoretois ou les Démontois.
Ils sont surnommés les Ganz (les jars, pour leur pruderie),,.

### Démographie
La population a augmenté durant la première moitié du XIXe siècle et a atteint 266 habitants en 1880, puis s'est stabilisée jusqu'en 1888 pour ensuite diminuer jusqu'en 1980 où le village ne comptait plus que 103 habitants. Depuis, il y a de nouveau eu une augmentation et en 2000, le village avait 132 habitants.

## Bâtiments remarquables

Photo aérienne (1964).

### L'église
L’église est une des plus anciennes de la région, sous le vocable de Saint-Maurice. N’étant  mentionnée comme paroissiale qu’en 1228, des fouilles archéologiques ont néanmoins permis de découvrir la présence de trois édifices successifs, ainsi que des vestiges romains et burgondes ; ces éléments sont encore visibles actuellement. Le chœur date de la fin du XIIIe ou du début du XIVe siècle. Une ancienne chapelle y est détruite de 1679 à 1681 et l'on construit une voûte à croisée d'ogives dans la nef. L’ancien cimetière entourait encore l'église en 1837 ; un nouveau avait cependant été aménagé quatre ans auparavant au sud du village, les directives cantonales exigeant le déplacement des lieux d'inhumation à l'extérieur des sites habités.

### Les maisons seigneuriales
Les trois maisons seigneuriales de Démoret subsistent aujourd’hui encore :
- Le Château-d'Enhaut (aussi appelé « Château Dessus »), reconstruit vers 1792, était la propriété de la famille Doxat. Le rural y est accolé. L'une des chambres de séjour est recouverte des papiers peints de la fin du XVIIIe siècle provenant du célèbre atelier Réveillon de Paris.
- La maison attenante à la grange des Dîmes, était propriété en 1746 du lieu Jaquier.
- Le Château-d’Enbas, dépendait anciennement des Treytorrents, mais était déjà au XIXe siècle la propriété d’une famille Jaquiéry. Il se compose de deux corps d'habitation séparés par une tour et une cour intérieure. L’exploitation rurale lui est accolée au nord-est.

## Activités
Les occupations traditionnelles des habitants sont l'agriculture et l'élevage du bétail. Le nombre des exploitations a cependant baissé depuis 1976 où il y en avait encore quinze. En 2001, il n'en restait plus qu'onze.
Le remaniement parcellaire a été achevé en 1972. À part cela, la commune a mené à bien dans la seconde moitié du siècle passé : la restauration du temple, la réfection du réseau d’eau et l'entretien des bâtiments communaux. Le plan des zones est achevé, ainsi que la STEP mise en fonction en 1996.
Trois sociétés animent la vie du village : la Jeunesse, le Chœur d'hommes et la Société de lecture.